# Balda

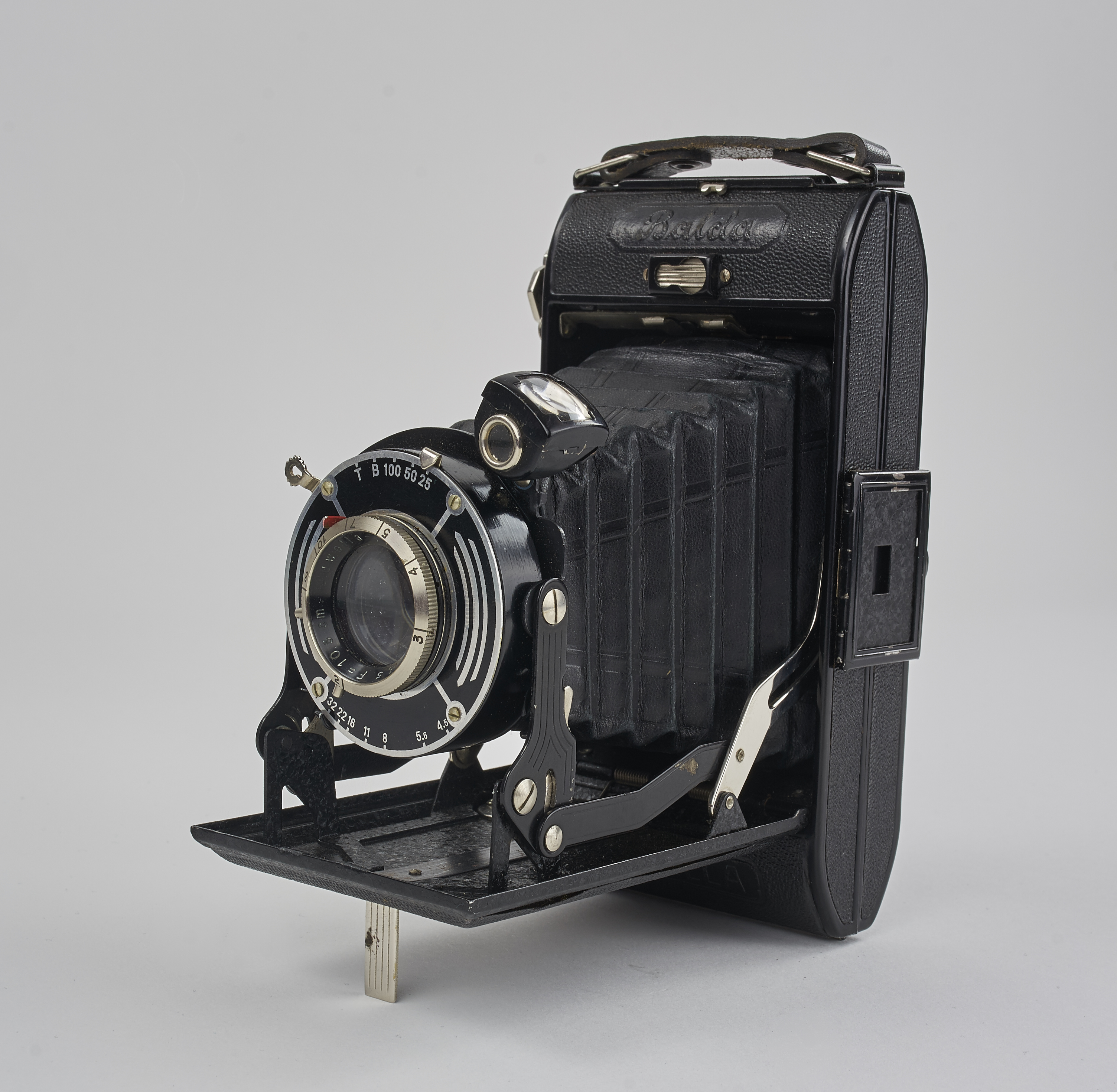
Balda Juwella, 1938-1939

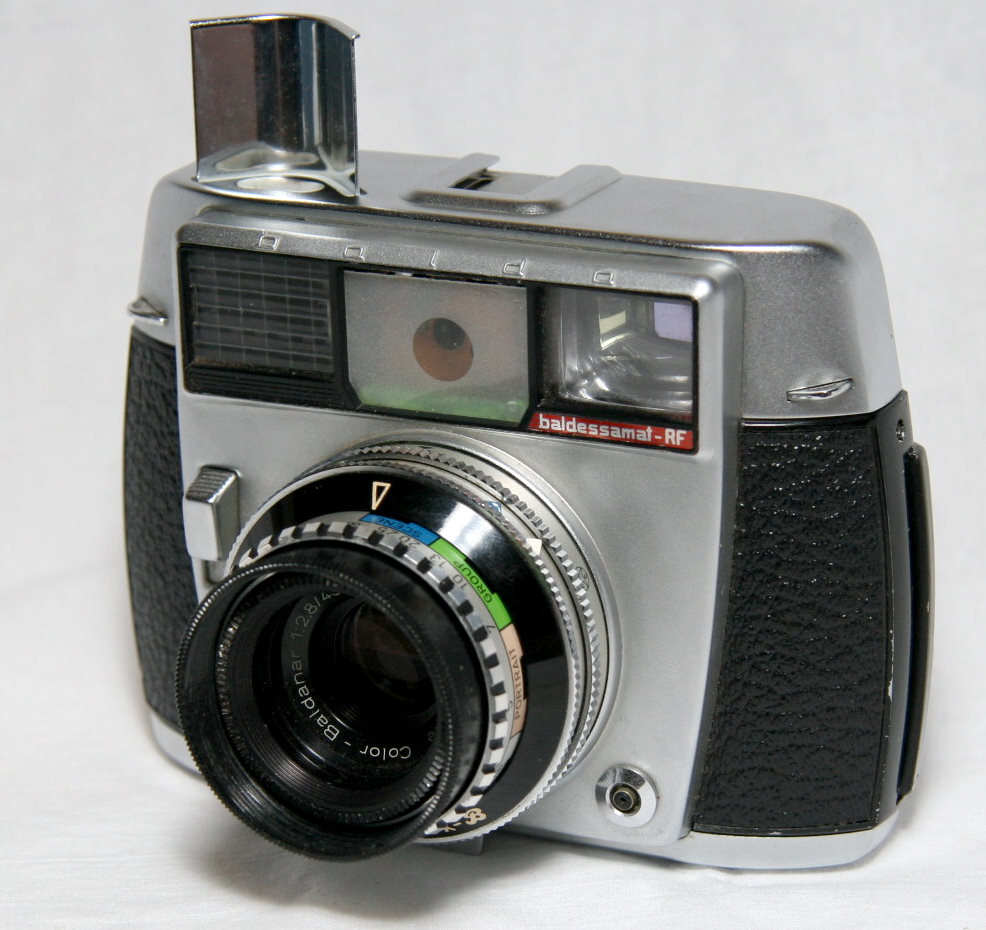
Balda Baldessamat, 1962-1966

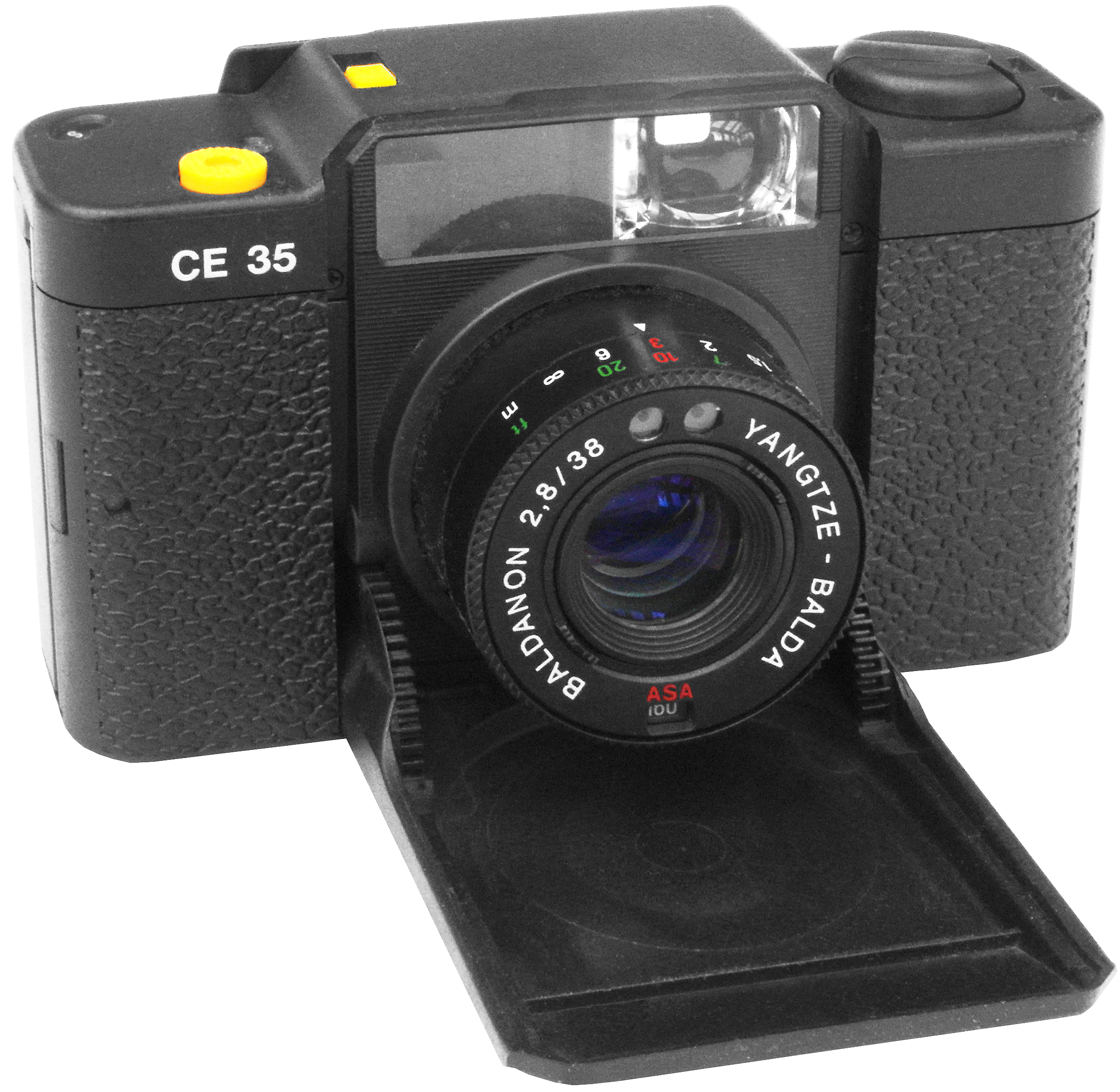
Balda CE35, 1983-1989, "Yangtze-Balda" 1989-1995

La Balda o Balda-Werk Max Baldeweg è stata un'azienda produttrice di macchine fotografiche tedesca fondata a Dresda nel 1908. Le sue macchine spesso venivano rivendute con altro marchio, la sua produzione si caratterizzava per una qualità di tipo medio. Montavano molti tipi di lenti diverse per qualità e costo.

## Storia
Dopo la seconda guerra mondiale il marchio rimase nella germania dell'est, mentre il suo fondatore Max Baldeweg rifondò una nuova azienda in Germania ovest con il nome Balda-Werk Bunde, che nel 1951 diventò Belca-Werk. Nel 1956 fu inglobata nella VEB Kamera-Werke Niedersedlitz.

## Modelli
Diversi furono i modelli a nome:
- Baldina
- Super Baldina
- Belplasca